# Beat Down
«Beat Down» (с англ. — «Би́т обрывается») — сингл американских продюсеров Стива Аоки и Angger Dimas записанный при участии австралийской хип-хоп исполнительницы Игги Азалии. Песня была выпущена 10 июля 2012 года и вошла в альбом ремиксов Аоки под названием «Wonderland (Remixed)».

## Предыстория и релиз
10 января 2012 года Аоки посредством собственного лейбла Dim Mak выпустил свой долгожданный дебютный студийный альбом Wonderland с приглашёнными вокалистами и музыкантами, в числе которых были LMFAO, Кид Кади, Трэвис Баркер, Will.i.am и прочие. Вскоре после этого, 10 июля 2012 года, состоялся релиз альбома ремиксов под названием Wonderland (Remixed), в который вошёл новый оригинальный трек «Beat Down», ставший заглавным синглом проекта. Он был спродюсирован совместно с индонезийским диджеем Angger Dimas и записан при участии австралийской хип-хоп исполнительницы Игги Азалии, которая чуть ранее была показана на обложке нашумевшего ежегодного списка «Top 10 Freshman List» журнала XXL. В том же году Азалия объявила о подписании контракта с лейблом Grand Hustle Records рэпера T.I., который также являлся её наставником.

## Видеоклип
Официальный видеоклип, снятый Alex/2Tone из What You Steal Productions, был выпущен 19 июля 2012 года. Все участники песни появились в видео.

## Восприятие
Сингл получил в основном положительные отзывы от музыкальных критиков. Бекки Бейн из Idolator заявила, что этот трек представляет собой «надёжную мелодию, готовую взбодрить вас», и похвалила появление Азалии в качестве приглашённого артиста, добавив, что «австралийская рэперша выдаёт серьёзный флоу». DJ Booth также похвалил трек, сказав: «Если вы поклонник EDM и любитель 808-х и малых барабанов, то вы, вероятно, изведёте кнопку повтора после первого прослушивания этого сингла. Игги на удивление хорошо справляется со всеми сложностями жанра, заявляя, что хорошо разбирается в искусстве бита, произнося строчки: «У тебя на лице вечеринка, и я собираюсь потанцевать под неё». Критики из Noisey в свою очередь сравнили сингл с другой песней Аоки «Pon de Floor» 2009 года.

## Живые выступления и использование в медиа
Аоки, Dimas и Азалия регулярно включали этот трек в сет-листы своих живых выступлений с момента его выпуска, включая The New Classic Tour 2014 года. «Beat Down» также вошла в саундтрек романтической комедии 2015 года «Девушка без комплексов».

## Чарты
| Чарты (2012)                                     | Высшая позиция |
| ------------------------------------------------ | -------------- |
| Бельгия/Фландрия (Ultratip)                      | 59             |
| Бельгия (Ultratop Flanders)                      | 35             |
| Бельгия Dance Bubbling Under (Ultratop Flanders) | 8              |
| Нидерланды (Single Top 100)                      | 59             |
| Шотландия (Scottish Singles Chart)               | 38             |
| Великобритания (UK Dance Chart)                  | 10             |
| Великобритания (UK Indie Chart)                  | 13             |
| Великобритания (UK Singles Chart)                | 44             |

## История релиза
| Версия  | Страна         | Дата             | Формат            | Лейбл          |
| ------- | -------------- | ---------------- | ----------------- | -------------- |
| Сингл   | США            | 31 мая 2012      | Цифровая загрузка | Ultra Records  |
| EP      | Великобритания | 26 августа 2012  | Цифровая загрузка | 3 Beat Records |
| Ремиксы | США            | 18 сентября 2012 | Цифровая загрузка | Ultra Records  |